# Église Saint-Barnabé de Langoëlan
L'église Saint-Barnabé est située  sur la commune de Langoëlan.
L'église fait l’objet d’une inscription au titre des monuments historiques depuis le 24 avril 1925.
L'église Saint-Barnabé est édifiée au milieu du XVIe siècle sur les terres des seigneurs de Coëtcodu. En tant que fondateurs, ces derniers y possédaient les droits de prééminences, y affichaient leurs armes tant dans la pierre que dans les vitres, disposaient d'une tombe levée au milieu du chœur et d'un banc à queue du côté de l'évangile.
En 1716, le clocher-porche est repris et une chapelle des fonts bâtie au nord. L'église se dégrade après la Révolution et des travaux de restauration sont effectués en 1827, entre 1853 et 1857 et après la tempête de 1987. Malgré les nombreux remaniements, l'ensemble reste harmonieux avec un jeu de volume propre au gothique breton. Ainsi la façade sud présente successivement un ossuaire à gros balustres surmonté d'un rampant muni d'un escalier aboutissant à un clocher cornouaillais, un porche et le bras sud du transept.
Bien que conservant un entrait à engoulant et des sablières, l'espace intérieur a été remodelé. Le retable de saint Barnabé du chœur date de 1827. La chapelle sud abrite le retable baroque de saint Salomon depuis 1835, autrefois placé dans l'église aujourd'hui détruite du Merzer.
Le mobilier a été enrichi au XXe siècle du don d'une cathèdre par Jacques Haïk et de statues provenant de la chapelle ruinée de Lochrist : sainte Barbe (XVe siècle), saint Mériadec (XVIe siècle), saint Jag (XVIe siècle), sainte Marguerite foulant le dragon (XVIIe siècle).